# Robotförsöksplats Norrland

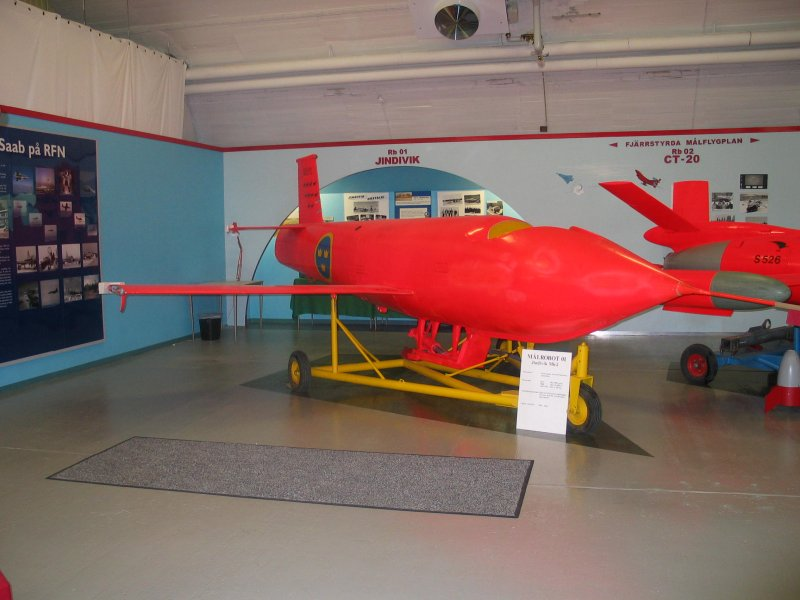
Jindivik

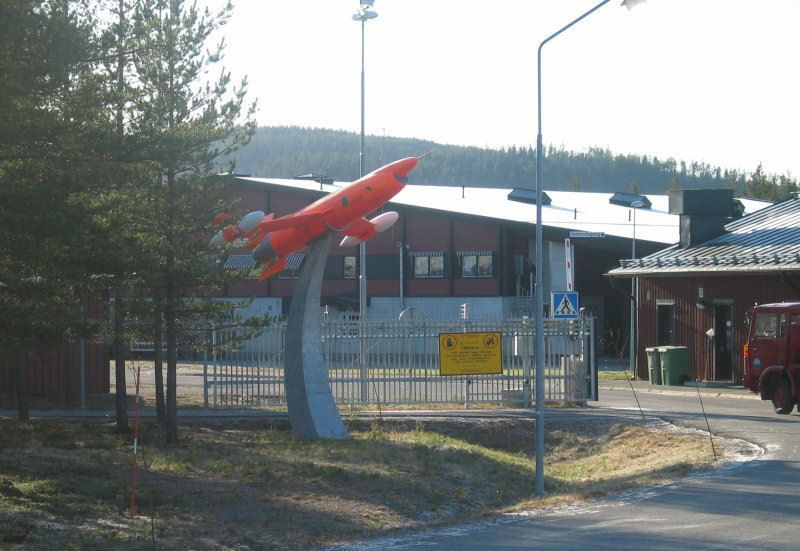
RB 02 Målrobot

Test och Evaluering Vidsel, T&E Vidsel, tidigare benämnd FMV Vidsel Test Range och före det Robotförsöksplats Norrland (RFN), är Europas största militärt instrumenterade[förklaring behövs] övnings- och provområde på land. Det är beläget ungefär 150 km väster om Luleå, väster om väg E45 mellan Jokkmokk och Kåbdalis.

## Bakgrund
Test och Evaluering Vidsel ingår i Försvarets materielverk. Provområdet och den tillhörande flygbasen ägs och hyrs ut av Fortifikationsverket. Flygbasen som är en sidobas till flygflottiljen F21 är belägen cirka 17 km väster om Vidsel. Provområdet, som är ett militärt skyddsobjekt, har sin sydöstra gräns cirka 30 km väster om flygbasen och följer ungefär Udtja naturreservat. Provområdet är 1650 kvadratkilometer stort och kan vid vissa tillfällen utökas tillfälligt. Provområdet kom till 1958 inför utprovningen av J 35 Drakens beväpning och har sedan dess använts som huvudprovningsplats för Försvarsmaktens olika robotsystem. I dag är det stor bredd på prov och tester, allt från utprovning, verifiering av nya vapen till elektronisk krigföring (EW), köldtester på flygplan och helikoptrar med mera. Verksamheten bedrivs i nära samarbete med Försvarsmakten som alltjämt är provplatsens viktigaste partner och kund. Även andra länders försvarsmakter och civila industrier hyr in sig för prov och tester av egen utrustning. På provplatsen finns företag som bidrar till verksamheten på olika sätt. Partners: SSC (f.d. Rymdbolaget) som sköter underhåll och bemannar provsystemen samt Försvarsmakten med Norrbottens flygflottilj (F21). Underleverantörer: Luftfartsverket, Fortifikationsverket, Securitas, ISS, Samhall samt restaurangen Skogsälva.
Vid infarten till flygbasen står två robotar uppställda. En Rb 65 (Bristol Bloodhound Mk 1) på startramp vid infarten till flygbasen och en Rb 02 (CT-20) monterad på pelare. Rb 02 som inköptes från Frankrike, modifierades även till Sjömålsrobot Rb 08, och vid flygbasen ersatte den Jindivik som förarlöst målflygplan.
Inom flygbasen finns också ett museum som skildrar verksamhetens historia från tillkomsten fram till nutid. Utanför museibyggnaden står några flygplan som tjänstgjort på flygbasen men även som utfört många prov där. Se länk till museet nedan.